# 29618 Jinandrew
A 29618 Jinandrew (ideiglenes jelöléssel (29618) 1998 SL124) a Naprendszer kisbolygóövében található aszteroida. A LINEAR projekt keretében fedezték fel 1998. szeptember 26-án.